# حرب باميلك
حرب باميلك، والمعروفة غالبًا باسم guerre cachée ، أو الحرب الخفية،  هو اسم صراع الاستقلال بين الحركة الوطنية الكاميرونية في باميلك وفرنسا. قاد الحركة اتحاد الشعب الكاميروني (UPC). حتى بعد الاستقلال، استمر التمرد في تشكيل السياسة المعاصرة. بدأت الحرب بأعمال شغب في عام 1955 واستمرت بعد حصول الكاميرون على الاستقلال في عام 1960. بعد الاستقلال، طلب الرئيس الأول للكاميرون، أحمدو أهيدجو، استمرار التدخل العسكري الفرنسي لمحاربة متمردي اتحاد الوطنيين الكونغوليين. تم سحق تمرد UPC إلى حد كبير من قبل القوات المسلحة الكاميرونية والجيش الفرنسي بحلول عام 1964. غالبًا ما تُنسى هذه الحرب لأنها وقعت في ذروة أكبر نضال استعماري لفرنسا، الحرب الجزائرية.

## التسلسل الزمني للحرب
في 22 أبريل 1955، نشر اتحاد الوطنيين الكونغوليين «إعلان الكومونة»، الذي كان يُعتبر في ذلك الوقت بيانًا استقلاليًا من جانب واحد. ومع ذلك، اعتبرت الإدارة الاستعمارية ذلك استفزازًا غير ضروري.
ببطء، بدأ الفرنسيون في تركيز طاقاتهم على قمع حركة UPC ، عن طريق اعاقة حركة قادتها ومؤيديهم. بحلول مايو 1955، اختبأ أم نيوبي وأقرانه.
في 22 مايو 1955، اندلعت أعمال شغب مؤيدة للاستقلال في كبرى مدن الكاميرون، دوالا وياوندي. استمرت أعمال الشغب حتى 30 مايو 1955 عندما تم إغلاقها من قبل المفوض السامي الاستعماري الفرنسي الجديد، رولاند بري. في أعقاب أعمال الشغب، في 13 يوليو 1955، حظرت السلطات الفرنسية رسميا حركة UPC. في ساناغا ماريتيم، المنطقة التي تحتوي على أكبر مدن البلاد دوالا وياوندي، قمعت الإدارة الفرنسية أعمال الشغب هذه.
في 18 ديسمبر 1956، بدأ مجلس الشعب بمقاطعة الانتخابات التشريعية. لقد أصدروا «منطقة صيانة للصيانة» في ساناغا ماريتيم لسحق الاضطرابات القومية. أعطى هذا التصنيف للفرنسيين السلطة لممارسة أي قوة عسكرية على الكاميرونيين الذين يعيشون في ساناغا ماريتيم. رداً على ذلك، أنشأ اتحاد الوطنيين الكونغوليين فرعاً مسلحاً لحزبهم يسمى اللجنة الوطنية التنظيمية (CNO). منذ هذه اللحظة، بدأت الحرب رسميًا.
مع تصاعد التوتر، حاول الفرنسيون بسرعة الحفاظ على النظام في المنطقة. وقد أحضروا مقدمًا، جان لامبيرتون، من الهند الصينية الفرنسية لقيادة هذه الجهود. من 9 ديسمبر 1957، حتى عام 1958، أصدر لامبرتون ما كان يعرف باسم منطقة التهدئة في الكاميرون (ZoPac). في هذه المنطقة، تم وضع السكان المحليين في المخيمات وقام الجيش الاستعماري بمراقبتها. وبلغت ذروة برنامج التهدئة هذا اغتيال أم نيوبي في سبتمبر 1958.
من 18 يناير 1957 إلى 25 مايو 1959، قامت السلطات الفرنسية باقامة منطقة عسكرية مماثلة في المناطق الغربية من الكاميرون. هذه المنطقة من البلاد هي موطن لاثنين من أكبر المجموعات العرقية في البلاد، والباميليك وباسا. عمل توطين الصراع داخل منطقة باميليك أيضًا على إخماد قوة نخب باميليك. ومع ذلك، تحدت قوات باميليك وباسا باستمرار الحكم الفرنسي.
في يناير 1959، بدأ جيش التحرير الكاميروني القتال من أجل الكاميرون لتصبح دولة مستقلة. من هذه اللحظة، انخرط الكاميرونيون والفرنسيون في حرب كاملة.
في 1 يناير 1960، نالت الكاميرون الاستقلال، وأصبح أحمدو أهيدجو أول رئيس للبلاد.

### جرائم حرب
ارتكب كل من المتمردين والجيش الكاميروني والجيش الفرنسي جرائم حرب خلال الصراع. وكثيرا ما أحرق الجيش الفرنسي أو دمر بالكامل قرى بأكملها موبوءة بالإرهابيين، مما أدى إلى مقتل عدد غير معروف من المدنيين غير الإرهابيين ".